# أكسل تو
أكسل تو (بالنرويجية: Axel Thue) هو عالم رياضيات نرويجي.